# Черноклювый кукушечьехвостый удод
Черноклювый кукушечьехвостый удод (лат. Phoeniculus somaliensis) — вид птиц из семейства древесных удодов (Phoeniculidae). Выделяют три подвида. Распространены в Африке.

## Описание
Черноклювый кукушечьехвостый удод достигает длины 33—38 см. Половой диморфизм отсутствует. Общая окраска оперения черноватая с сильным переливчатым оттенком, в основном фиолетовым и сине-фиолетовым. У взрослых особей номинативного подвида перья на макушке, лице и затылке зелёного цвета, с бахромой фиолетового цвета; перья на горле зеленовато-медные, с бахромой фиолетового цвета. На первостепенных маховых перьях заметна белая полоса, на рулевых перьях — белые пятна вблизи окончаний. Радужная оболочка тёмно-коричневая; клюв чёрный, иногда ярко-красный у основания. Цевка и пальцы ног ярко-красные. Отличается от P. purpureus и P. damarensis более тонким и сильно изогнутым клювом. Неполовозрелые особи тускло-чёрные, с различным количеством охристых перьев на подбородке и горле; клюв и ноги тёмные. Подвиды немного различаются по окраске оперения: у P. s. neglectus темя, затылок и мантия более зелёного цвета, спина ярко-фиолетового цвета; у P. s. abyssinicus макушка и затылок глубокого зеленовато-фиолетового цвета, мантия и грудь более зелёного цвета, клюв красный у основания, особенно на подклювье.
Вокализация представлена серией продолжительных, резких, хихикающих звуков «kek-kek-kek-kek», которые постепенно нарастают по силе, издаются всеми членами группы при приземлении и во время ухаживания.

## Подвиды и распространение
Выделяют три подвида:
- Phoeniculus somaliensis somaliensis (Ogilvie-Grant, 1901) — номинативный подвид, юго-восток Эфиопии, юго-запад Сомали и северо-восток Кении
- Phoeniculus somaliensis neglectus (Neumann, 1905) — юго-запад и центр Эфиопии
- Phoeniculus somaliensis abyssinicus (Neumann, 1903) — север Эфиопии и Эритрея

## Места обитания
Естественными местами обитания являются открытые местности с зарослями сухого колючего кустарника, прибрежные леса, лесные опушки и отдельные деревья вдоль вади. Встречается на высоте от уровня моря до 1500—2120 м над уровнем моря.

## Биология
Черноклювый кукушечьехвостый удод добывает корм, перемещаясь вверх и вниз по стволу и ветвям, иногда головой вниз, исследуя трещины и щели. Часто кормится в шумных группах из 4—12 птиц, которые перелетают между деревьями в стиле «следуй за лидером». В состав рациона входят членистоногие, в том числе жуки и двупарноногие.
Сезон размножения на севере Сомали продолжается с февраля по сентябрь с пиком в середине мая — середине июня, а в Эфиопии — с января по сентябрь, без очевидных пиков. Система спаривания неизвестна, но групповое поведение, подобное поведению P. purpureus, предполагает кооперативное размножение. Гнездо располагается в полости живого или мёртвого дерева, либо в естественной полости, либо в дупле дятла, на высоте 2—4 м над землей; выстилки, кроме сгнившей древесины, в дупле нет. В кладке 3—5 яиц. Яйца блестящие от бирюзово-голубого или зеленоватого до сероватого цвета; размер яиц 23-26,5 мм × 18 мм. Другой информации нет.